# みなとみらい21熱供給
みなとみらい21熱供給熱供給株式会社（みなとみらいにじゅういちねつきょうきゅう、登記社名: みなとみらい二十一熱供給株式会社、英: Minato Mirai 21 District Heating and Cooling Co., Ltd. 、略称: MM21 DHC）は、神奈川県横浜市中区に本社を置く地域熱供給会社。
みなとみらい中央地区のオフィスビル、商業施設、ホテル、コンベンションセンター、病院、マンション、地下鉄駅（みなとみらい線の駅）などに対して熱供給事業を行う。

## 概要
みなとみらい21熱供給株式会社は、みなとみらい中央地区に熱供給を行う事業会社として1986年（昭和61年）に設立された。本社および熱供給システムのセンタープラントは横浜市中区桜木町（みなとみらい地区31街区）に所在している。また、同システムの第2プラントはクイーンズスクエア横浜（クイーンズタワーA）の地下4〜5階に所在している。なお、今後は第3プラント（冷凍能力 20,000RT）を2027年（令和9年）5月完成予定の52街区開発地内（地下）に設ける予定である。
みなとみらい地区の開発とともに規模を拡大し、現在では日本有数の規模を誇る熱供給会社となっている。2016年（平成28年）3月31日現在の供給床面積は約338万6千m2で日本の地域熱供給地点133地区中第1位、販売熱量は137万394GJで138地区中第1位である。また、事業者別では77社中第3位である。

## 沿革
- 1986年（昭和61年）10月1日 - 会社設立
- 1987年（昭和62年）12月 - 熱供給事業許可
- 1989年（平成元年）2月 - 熱供給システムのセンタープラント竣工、同年4月に熱供給事業開始
- 1997年（平成9年）6月 - 熱供給システムの第2プラント竣工

## 主な供給先
2024年4月時点で、以下のビル・施設に供給を行っている。
オフィス・ホテル・商業施設・公共施設等
- MMパークビル
- MUFGグローバルラーニングセンター（三菱UFJフィナンシャル・グループ研修施設）[14]
- LG YOKOHAMA INNOVATION CENTER[15]
- オーケーみなとみらい本社ビル[16]
- OCEAN GATE MINATO MIRAI[17]
- 神奈川県警察本部みなとみらい分庁舎
- 神奈川大学みなとみらいキャンパス[18]
- クイーンズスクエア横浜
- クイーンズタワーA（クイーンズスクエア横浜内）
- クリーンセンター
- クロスゲート
- クロス・パティオ（グランモール公園内）
- 京急グループ本社[19]
- KTビル（コーエーテクモゲームス本社/横浜東急REIホテル/KT Zepp Yokohama）[20]
- KDX横浜みなとみらいタワー（旧：三菱重工横浜ビル）
- けいゆう病院/けいゆうみらい館（別棟）[13][21]
- 県民共済プラザビル
- 資生堂グローバルイノベーションセンター[22]
- 首都高速道路株式会社 神奈川局[23]
- シンクロン本社ビル/新館[24]
- 新高島駅（みなとみらい線内）[25]
- 日産自動車グローバル本社
- 日石横浜ビル
- パシフィコ横浜
- パシフィコ横浜ノース[26]
- ぴあアリーナMM[27]
- ヒューリックみなとみらい（旧：TOCみなとみらい）
- 富士フイルムビジネスイノベーション 横浜みなとみらい事業所（旧：富士ゼロックスR&Dスクエア）
- 富士ソフト本社ビル
- プライムコーストみなとみらい[28]
- MARK IS みなとみらい
- みなとみらい駅（みなとみらい線内）
- みなとみらい学園ビル[29]
- みなとみらいグランドセントラルタワー
- みなとみらいセンタービル
- みなとみらいビジネススクエア
- みなとみらい44街区ビル（ウェスティンホテル横浜/The Apartment Bay YOKOHAMA）[30]
- ミュージックテラス（Kアリーナ横浜/ヒルトン横浜/Kタワー横浜）[13]
- 村田製作所みなとみらいイノベーションセンター[31]
- 横浜アイマークプレイス[32]
- 横浜アンパンマンこどもミュージアム（61街区）[33]
- 横浜銀行本店ビル
- 横浜グランゲート[34]
- 横濱ゲートタワー[35]
- 横浜コネクトスクエア[13]
- 横浜シンフォステージ [13]
- 横浜野村ビル[36]
- 横浜美術館
- 横浜ブルーアベニュー
- 横浜ベイコート倶楽部 ホテル&スパリゾート/ザ・カハラ・ホテル&リゾート 横浜[37]
- 横浜三井ビルディング
- 横浜みなと博物館
- 横浜メディアタワー
- 横浜ランドマークタワー
- リーフみなとみらい

マンション
- M.M.TOWERS
- M.M.TOWERS FORESIS
- パシフィックロイヤルコートみなとみらい
- ブランズタワーみなとみらい[38]
- Brillia Grande みなとみらい
- ブルーハーバータワーみなとみらい[39]
- みなとみらいミッドスクエア ザ・タワーレジデンス

## 設備概要
熱供給システムのプラントには2022年7月時点で以下の設備がある。
センタープラント
- 冷凍機
  - インバータターボ冷凍機 5,400RT×1
  - 電動ターボ冷凍機 3,000RT×1
  - 低温電動ターボ冷凍機 2,080RT（製氷時1,720RT）×2
  - 二重効用吸収冷凍機 3,000RT×2
- 氷蓄熱槽 15,000RT×2（蓄熱時 3,000RT×10時間/放熱時 5,000RT×6時間）
- 冷却塔 開放式強制通風型 12セル 39,481CT
- ボイラー
  - 炉筒煙管ボイラー 9.6t/h×1、15.0t/h×1、24.0t/h×1、36.0t/h×1
  - 水管ボイラー 40.0t/h×2

第2プラント
- 冷凍機 
  - 電動ターボ冷凍機 3,000RT×4 、4,000RT×1、5,000RT×1、5,400RT×2
  - 二重効用吸収冷凍機 3,000RT×5、2,000RT×1
- 冷却塔 開放式強制通風型 20セル 70,000CT
- ボイラー
  - 炉筒煙管ボイラー 36.0t/h×3
  - 水管ボイラー 40.0t/h×1

合計能力
- 冷房能力 67,428RT
- 暖房能力 313.5t/h